# Štrochy
Štrochy (1386 m n. m.) je hora ve Velké Fatře na Slovensku. Nachází se na konci krátké rozsochy vybíhající z vrcholu Ostredok (1592 m) přibližně západním směrem. Její svahy spadají do Vrátne doliny na severu a do Dedošové doliny na západě a jihu. Severozápadní část hory je chráněna v rámci Přírodní rezervace Biela skala, která byla vyhlášena v roce 1993 na ploše 185 ha. Vyskytuje se zde množství chráněných rostlin a četné jsou i krasové jevy.

## Přístup
- po zelené  značce z vrcholu Ostredok
- po zelené  značce z Dedošové doliny od rozcestí Drobkov

(značka prochází sedlem kousek pod vrcholem)